# Pixie bob
Il Pixie Bob è un gatto a pelo lungo o corto, spesso è polidattile (con più dita del normale; anteriormente: da 6 a 7 dita e posteriormente: da 5 a 7 dita). Non è facile da trovare. Il suo costo è medio.